# Intensivbett

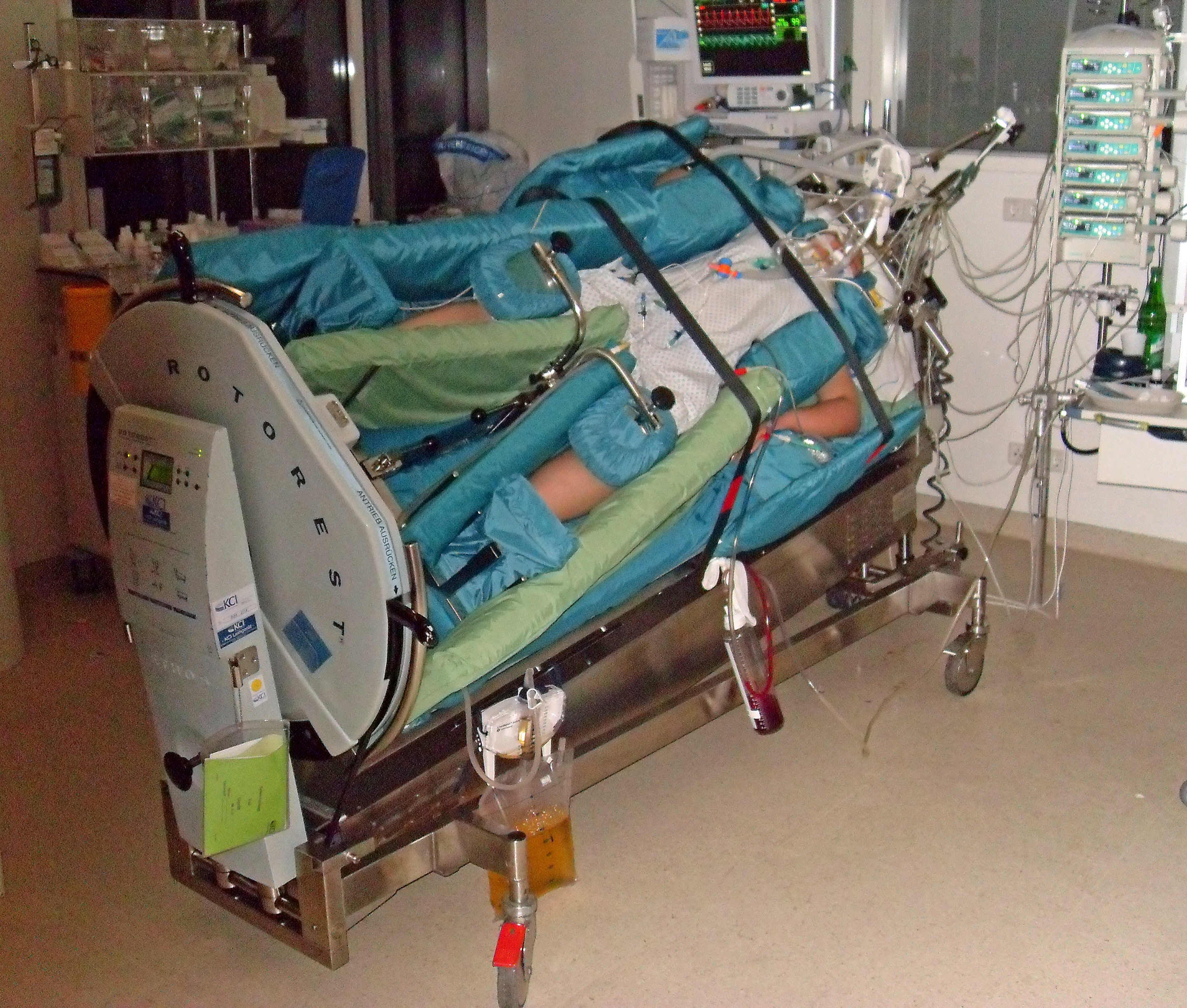
Patient in speziellem Rotationsbett auf einer Intensivstation, Frankfurt, 2008. Das Beatmungsgerät ist patientenseitig rechts und daher verdeckt.

Ein Intensivbett ist ein besonders ausgestattetes Krankenhausbett. Die Sonderausstattung hängt vom Einsatz des Intensivbetts ab. In den allgemeinen Sprachgebrauch gelangte der Begriff „Intensivbett“ während der COVID-19-Krise von 2020/2021 im Zusammenhang mit künstlicher Beatmung. Im klinischen Bereich ist er seit langem gängig.
Man unterscheidet grundsätzlich zwei Typen bzw. Einsatzbereiche von Intensivbetten:
1. ein Krankenhausbett, das nur auf Intensivstationen eingesetzt werden kann, wie zum Beispiel das Clinitron-Bett.
2. ein Krankenhausbett, das für eine intensivmedizinische Behandlung geeignet ist, also breit genug ist, eventuell über die typischen Normschienen zur Befestigung von Geräten verfügt und Bettseitenteile bereits integriert hat. Das trifft für fast alle im Krankenhaus verwendeten modernen Betten zu.

Da die Anschaffung von Betten allein noch keine Behandlungsmöglichkeit generiert, ist „Intensivbett“ auch immer als verfügbares bzw. verwendbares Intensivbett gemeint; d. h. die Intensivstation, ärztliches und pflegerisches Personal, elektrischer Strom, EDV-Anbindung des Arbeitsplatzes, ein entsprechender Gerätepark, Medikamente und Verbrauchsmaterialien garantieren erst die Belegbarkeit.
2018 führten in Deutschland 1160 Krankenhäuser insgesamt 28.031 Intensivbetten. Im Jahr 2020, als das Coronavirus ausgebrochen ist, gab es 27.000 Intensivbetten in deutschen Krankenhäusern. Wie das Statistische Bundesamt verkündet, ist diese Zahl gegenüber dem Vorjahr um 5 Prozent gestiegen. Bezogen auf die Einwohnerzahl sind dies die meisten in Europa. 25.000 davon verfügen über eine Beatmungsmöglichkeit. Die Einrichtung von Intensivbetten gilt in Deutschland für Krankenhäuser als besonders lukrativ.

## Einteilung im Intensivregister
Angesichts der COVID-19-Pandemie in Deutschland starteten Mitte März 2020 die Deutsche Interdisziplinäre Vereinigung für Intensiv- und Notfallmedizin DIVI, das Robert Koch-Institut (RKI) und die Deutschen Krankenhausgesellschaft (DKG) die deutschlandweite Datenplattform DIVI-Intensivregister für Intensivbetten, bei der fast alle der etwa 1200 deutschen Krankenhäuser mit Intensivstationen ihre belegten und freien Betten melden. Die Datenbank unterscheidet drei, bereits vorher verwendete Kategorien für die Behandlung von Schwererkrankten speziell der Lunge:
- Low care: am Bett ist eine nichtinvasive Beatmung (NIV) mit einer Beatmungsmaske möglich, immer aber eine Unterstützung der gestörten Sauerstoffversorgung durch Sauerstoffgabe über Maske oder Nasensonde.
- High care bezeichnet die Behandlungsmöglichkeit mit einem Beatmungsgerät, das über einen in die Luftröhre geschobenen Tubus Druck in der Lunge aufbaut und die Atmung komplett oder teilweise übernimmt. Der Patient wird dazu zunächst in einen Dämmerschlaf bis hin zur flachen Narkose versetzt (eine Kombination aus Analgesie und Sedierung), kann aber auch, insbesondere bei guter Tubustoleranz oder nach einer späteren Dilatiationstracheotomie, im Wachzustand beatmet werden.
- ECMO (extrakorporale Membranoxygenierung), als Ultima-ratio-Therapie an darauf spezialisierten Zentren. Dieses, einer vereinfachten Herz-Lungenmaschine entsprechende Gerät behandelt Blut des Patienten außerhalb seines Körpers (extrakorporal) in einem Membranoxygenator und entfernt dabei Kohlendioxid, fügt Sauerstoff hinzu und pumpt es dann in den Körper zurück. Patienten, deren Lunge sehr stark geschädigt ist, können von dieser sehr aufwendigen Behandlung profitieren. Die Kosten bzw. Entgelte für ECMO und die verwandte pECLA-Technik variieren je nach Dauer der Anwendung von ca. € 4.800 bis über € 44.000.[7] Dabei liegen die 90-Tages-Überlebensraten zwischen 46 und 55 %, können aber auch 65 % erreichen.[8]

## Sonstiges
In der Psychiatrie sind psychiatrische Intensivbetten (Netzbetten) im Gebrauch. Sie dienen der Fixierung des Patienten. Ein Zusammenhang zur Behandlung lebensbedrohlicher körperlicher Erkrankungen, Unfälle oder Vergiftungen besteht nicht.